# Wahlgreniella arbuti
Wahlgreniella arbuti är en insektsart som först beskrevs av Davidson 1910.  Wahlgreniella arbuti ingår i släktet Wahlgreniella och familjen långrörsbladlöss. Inga underarter finns listade i Catalogue of Life.